# Probij Horodenka
Probij Horodenka (ukr. НК «Пробій» Городенка) – ukraiński klub piłki nożnej, mający siedzibę w mieście Horodenka w obwodzie iwanofrankiwskim, na zachodzie kraju, występujący od sezonu 2025/26 w rozgrywkach ukraińskiej Perszej-lihi.

## Historia
Chronologia nazw:
- 1924: USK Probij Horodenka (ukr. УСК «Пробій» (Городенка))
- 1939: klub rozwiązano
- 194?: Cukrowyk Horodenka (ukr. ФК «Цукровик» (Городенка))
- 19??: Kołos Horodenka (ukr. ФК «Колос» (Городенка))
- 19??: Dnister Horodenka (ukr. ФК «Дністер» (Городенка))
- 1992: Probij Horodenka (ukr. ФК «Пробій» (Городенка))
- 01.09.2005: Probij-Horodenka (ukr. ФК «Пробій-Городенка»)
- 29.05.2016: klub rozwiązano
- 02.08.2018: Horodenka Probij (ukr. ФК «Городенка Пробій» (Городенка))
- 26.02.2021: Probij Horodenka (ukr. НК «Пробій» (Городенка))

Ukraiński Klub Sportowy (USK) Probij został założony w Horodence w 1924 roku. Zespół występował w rozgrywkach niższych Lig okręgowych Stanisławów. W 1939 z przyjściem wojsk radzieckich klub został rozwiązany.
Po zakończeniu II wojny światowej klub został odnowiony jako Cukrowyk. Zespół występował w rozgrywkach Mistrzostw i Pucharu obwodu iwanofrankiwskiego. W różne czasy nazywał się Kołos i Dnister. Jednak piłkarze nigdy nie znaleźli się w gronie laureatów elitarnych mistrzostw obwodu.
W 1992 roku wraz z odzyskaniem przez Ukrainę niepodległości drużynie przywrócono historyczną nazwę Probij, a już w połowie lat 90. XX wieku klub z Horodenki stał się jednym z czołowych drużyn w obwodzie. W sezonie 1993/94 zespół po raz pierwszy zdobył srebrne medale mistrzostw obwodu. Dzięki wicemistrzostwu otrzymał prawo do reprezentowania obwodu iwanofrankowskiego w rozgrywkach Amatorskiej Ligi. W sezonie 1994/95 zespół rywalizował w drugiej strefie Amatorskiej Ligi, zajmując wysokie trzecie miejsce. W 1995 roku z sukcesem startował w pucharze obwodu, w finale przegrywając 2:5 z Pokuciem z Kołomyi. Rok później ponownie grał w finale i tym razem zrewanżował się Kołomyi, pokonując ją w dogrywce 2:1. W sezonie 1998/99 klub po raz pierwszy został mistrzem obwodu, a w 2001 roku powtórzył ten sukces.
Po serii udanych występów nastąpił spadek formy. 1 września 2005 klub zmienił nazwę na Probij-Horodenka i od 2005 do 2010 roku zespół plasuje się pomiędzy 10. a 12. miejscem w najwyższej klasie rozgrywkowej obwodu. Bywało też, że nie wyjeżdżał na mecze ligowe. Sezon 2010 zakończył na wysokim, czwartym miejscu w tabeli najwyższej ligi obwodu. Podczas trwania sezonu 2016 roku klub zrezygnował z występów w pierwszej lidze mistrzostw.
2 sierpnia 2018 klub został odrodzony jako Horodenka Probij. W sezonach 2016/17 i 2017/18 miasto reprezentował klub Kołos Horodenkiwczyzny. W sezonie 2018/19 zespół zajął trzecie miejsce w drugiej lidze mistrzostw obwodu, a już w następnym sezonie uplasował się na siódmej pozycji w pierwszej lidze mistrzostw obwodu. Sezon 2020/21 zakończył na 8.miejscu. 26 lutego 2021 klub zmienił nazwę na Zespół Ludowy Probij Horodenka. Sezon 2021/22 został przerwany i nie dokończony w związku z inwazją Rosji na Ukrainę. W sezonie 2022/23 zespół zajął czwarte miejsce, tuż za podium.
W sezonie 2023/24 zespół startował w rozgrywkach Amatorskiej ligi Ukrainy, zajmując 5.miejsce w grupie 1. Następnie w fazie playoff dotarł do finału, gdzie przegrał 0:2 z Ahtotech Tuszkiwka. Latem 2024 roku klub zgłosił się do rozgrywek Drugiej ligi (D3) i otrzymał status profesjonalny.

## Barwy klubowe, strój, herb, hymn
|  |  |  |

Klub ma barwy czerwono-biało-czarne. Piłkarki domowe spotkania zazwyczaj grają w czerwonych koszulkach, czarnych spodenkach oraz czerwonych getrach.

## Sukcesy

### Trofea międzynarodowe
Do chwili obecnej klub jeszcze nigdy nie zakwalifikował się do rozgrywek europejskich.

### Trofea krajowe
| \| \| Zdobyte trofea w rozgrywkach Ukrainy (stan na: 11-07-2024) \| |                                                            |      |          |
| Rozgrywki                                                           | Osiągnięcie                                                | Razy | Sezon(y) |
| · Mistrzostwo                                                       | I miejsce                                                  | 0    |          |
| · Mistrzostwo                                                       | II miejsce                                                 | 0    |          |
| · Mistrzostwo                                                       | III miejsce                                                | 0    |          |
| Puchar                                                              | zdobywca                                                   | 0    |          |
| Puchar                                                              | finalista                                                  | 0    |          |
| Puchar                                                              | 1/8 finalu                                                 | 1    | 2024/25  |
| II liga                                                             | I miejsce                                                  | 0    |          |
| II liga                                                             | II miejsce                                                 | 0    |          |
| II liga                                                             | III miejsce                                                | 0    |          |
| Ukraina                                                             | Zdobyte trofea w rozgrywkach Ukrainy (stan na: 11-07-2024) |      |          |

- Druha liha (D3):
  - ?.miejsce (1x): 2024/25
- Amatorska liga (D4):
  - wicemistrz (1x): 2023/24
- mistrz obwodu iwanofrankiwskiego: 1998/99, 2001
- wicemistrz obwodu iwanofrankiwskiego: 1993/94
- brązowy medalista mistrzostw obwodu iwanofrankiwskiego: 2023/24
- brązowy medalista II ligi mistrzostw obwodu iwanofrankiwskiego: 2018/19
- zwycięzca Pucharu obwodu iwanofrankiwskiego: 1995/96
- finalista Pucharu obwodu iwanofrankiwskiego: 1972, 1994/95, 2023/24
- finalista Pucharu Pidhiria: 2023

## Poszczególne sezony

### Rozgrywki międzynarodowe

#### Europejskie puchary
Nie uczestniczył w rozgrywkach europejskich.

### Rozgrywki krajowe
| \| Ukraina \| Bilans występów klubu w rozgrywkach piłkarskich Ukrainy (Stan na 31 maja 2024 r.) \| \| |                                                                                   |        |       |   |   |   |    |    |     |                  |        |        |      |
| Poziom                                                                                                | Rozgrywki                                                                         | Sezony | Mecze | Z | R | P | B+ | B– | Pkt | Lata             | Awanse | Spadki | Naj. |
| I | Premier-liha                                                                      | 0      |       |   |   |   |    |    |     |                  | 0      | 0      |      |
| II | Persza liha                                                                       | 0      |       |   |   |   |    |    |     |                  | 0      | 0      |      |
| III                                                                                                   | Druha liha                                                                        | 1      |       |   |   |   |    |    |     | od 2024/25       | 0      | 0      | ?    |
| IV | Amatorska liha                                                                    | 2      |       |   |   |   |    |    |     | 1994/95, 2023/24 | 0      | 0      | 2    |
| | Puchar Ukrainy                                                                    | 1      |       |   |   |   |    |    |     | od 2024/25       | 0      | 0      |      |
| Ukraina                                                                                               | Bilans występów klubu w rozgrywkach piłkarskich Ukrainy (Stan na 31 maja 2024 r.) |        |       |   |   |   |    |    |     |                  |        |        |      |

## Piłkarze, trenerzy, prezydenci i właściciele klubu

### Piłkarze

#### Znani piłkarze
- Ihor Oszczypko
- Wołodymyr Borysewycz

### Trenerzy
...
- 11.07.2023–...:  Wołodymyr Kowaluk

## Struktura klubu

### Stadion
Klub piłkarski rozgrywa swoje mecze domowe na stadionie Kołos w Horodence, który może pomieścić 2500 widzów.

## Kibice i rywalizacja z innymi klubami

### Derby
- FK Wilchiwci
- Pokuttia Kołomyja

## Inne
- Prykarpattia Iwano-Frankiwsk
- Spartak Iwano-Frankiwsk